# Duchesne County
Duchesne County är ett administrativt område i delstaten Utah, USA. År 2010 hade countyt 18 607 invånare. Den administrativa huvudorten (county seat) är Duchesne. 

## Geografi
Enligt United States Census Bureau har countyt en total area på 8 433 km². 8 387 km² av den arean är land och 46 km² är vatten.

### Angränsande countyn
- Summit County, Utah - nord
- Daggett County, Utah - nordöst
- Uintah County, Utah - öst
- Carbon County, Utah - syd
- Utah County, Utah - sydväst
- Wasatch County, Utah - väst